# Майоров, Генрих Александрович
Ге́нрих Алекса́ндрович Майо́ров (6 сентября 1936, Улан-Удэ — 1 апреля 2022) — советский артист балета, балетмейстер, лауреат Государственной премии СССР (1976), заслуженный деятель искусств России (2007) и Бурятии.

## Биография
Родился 6 сентября 1936 года в городе Улан-Удэ.
В 1957 году окончил Киевское хореографическое училище.
1957—1960 — артист Львовского театра оперы и балета имени И. Я. Франко.
1960—1967 — артист Киевского театра оперы и балета имени Т. Г. Шевченко.
1967—1972 — учился на балетмейстерском отделении Ленинградской консерватории (педагог И. Д. Бельский).
1972—1977 — балетмейстер, 1977—1978 — главный балетмейстер Киевского театра оперы и балета имени Т. Г. Шевченко.
1979—1983 — художественный руководитель и главный балетмейстер Ансамбля танца Беларуси.
1983—1986 — балетмейстер МАМТ имени К. С. Станиславского и Вл. И. Немировича-Данченко.
С 1988 — заместитель заведующего кафедрой хореографии в МГАХ.
С 1994 по 2001 и с 2004 по 2010 год — художественный руководитель МГАХ.
Скончался 1 апреля 2022 года.

## Постановки
Автор множества хореографических концертных миниатюр. Студенческая работа на балетмейстерском отделении Ленинградской консерватории — жанровая сценка «Мы» (музыка В. Карасева, 1969). В 1972 Г. Майоров создает три дуэта, за постановку которых ему присуждена 1-я премия Всесоюзного конкурса концертных номеров:
- «Стремнина» (музыка Б. Буевского)
- «Голубые дали» (музыка Л. Балая)
- «Журавли» (музыка Ю. Чугунова)[4]

В Государственном академического Большом театре Союза ССР (г. Москва) поставил балет «Маленький принц» Е. А. Глебова (1983).
В Киевском театре оперы и балета имени Т. Г. Шевченко поставил балеты:
- «Расветная поэма» Косенко (1973)
- «Чиполлино» К. С. Хачатуряна (1974, новая редакция 1995).
- «Возвращение» на музыку Б.Лятошинского в балетном триптихе «Во имя жизни» на музыку Штогаренко, Лятошинского и Шостаковича (1975)
- «Белоснежка и семь гномов» Павловского (1975)
- «Вальпургиева ночь» в опере «Фауст» Ш. Гуно (1977)
- «Девушка и смерть» Жуковского (1978)

В Одесском театре оперы и балета:
- «Рассветная поэма» Косенко (1974).

В Московском музыкальном театре имени К. С. Станиславского и Вл. И. Немировича-Данченко:
- «Алые паруса» В. Юровского (1984)
- «Александр Невский» (1985)

В Киевском муниципальном театре оперы и балета для детей и юношества поставил балеты:
- «Маленький принц»
- «Алые паруса» В. Юровского (1986)[2].

Работал в мюзик-холлах СССР: в Ленинграде поставил для программы «Миллион новобрачных» (1970) три танца на музыку М. Кажлаева «Вертунок», «Мальчишник», «Девишник»; в Киевском мюзик-холле поставил сюиту «Карпаты» (1973) и «Свадебную сюиту» (1980)
Генрих Майоров перенёс в новых редакциях балет «Чиполлино» на сцены различных театров СНГ, среди них:
16 апреля 1977 — Большой театр России (Москва)
17 ноября 1978 — Большой театр Беларуси (Минск)
5 декабря 2007 — Михайловский театр (Санкт-Петербург)
8 декабря 2018 — Самарский театр оперы и балета

## Награды
- Государственная премия СССР (1976) — за постановку балетного спектакля «Чиполлино» К. С. Хачатуряна (1974) в Киевском театре оперы и балета имени Т. Г. Шевченко
- 2-я премия на Всесоюзном конкурсе концертных номеров в Москве (1969)
- 1-я премия на Всесоюзном конкурсе артистов балета и балетмейстеров в Москве (1972)
- Балетмейстерская премия V Международного конкурса артистов балета в Варне
- заслуженный деятель искусств России (2007) и Бурятии[4]